# 沙国河
沙国河（1934年5月7日—），中国物理化学家。生于四川成都。1956年毕业于北京石油学院。中国科学院大连化学物理研究所研究员。1997年当选为中国科学院院士。